# Md5sum

md5sum是一种计算机程序，用于计算与校验RFC 1321所描述的128位MD5哈希值，此处MD5散列值（或校验和）作一个文件的数字指纹使用。

## 功能
理论上看，正如其他散列算法一样，一个MD5哈希值可对应无限个文件，但从现实的角度看，两个不同的文件几乎不可能有相同的MD5哈希值，除非其创建便是刻意为之。一般来说，任何对一个文件的非恶意变更都会导致其MD5哈希值改变，因此md5sum一般用于检查文件完整性，尤其常用于检测在文件传输、磁盘错误或其他无恶意涉入的情况下文件的正确性。

## 隐患
MD5算法安全性已遭质疑（参见MD5算法缺陷）；SHA-1算法也於2017年正式被Google攻破。所以当文件可能遭恶意改动的时候，就不应使用md5sum，而应以sha256sum等求哈希值的工具代之。

## 分布
在多数Unix、Linux与其他类Unix操作系统或兼容层都默认安装了md5sum工具，而其他操作系统（包括Microsoft Windows与BSD的变体Mac OS X）也有相似的工具。在FreeBSD上，有同样功用的工具名为md5，但其亦带有额外的特性。

## 示例
以linux下shell为环境示例，以下文件皆于同一目录下。

### 计算校验值并输出至hash.md5
```
$
 
md5sum
 
filetohashA.txt
 
filetohashB.txt
 
filetohashC.txt
 
>
 
hash.md5

```

#### 所得文件
文件内包括了哈希值和对应的文件名。
```
$
 
cat
 
hash.md5
595f44fec1e92a71d3e9e77456ba80d1
  
filetohashA.txt
71f920fa275127a7b60fa4d4d41432a3
  
filetohashB.txt
43c191bf6d6c3f263a8cd0efd4a058ab
  
filetohashC.txt

```

### 以MD5值校验文件
```
$
 
md5sum
 
-c
 
hash.md5
filetohashA.txt:
 
OK
filetohashB.txt:
 
OK
filetohashC.txt:
 
OK

```

注：在校验文件内，各个md5校验值与需比较的文件名间必须有两个空格，文件内换行也应为UNIX换行符（LF），否则无法进行。

### 检查单个MD5值
```
$
 
echo
 
"595f44fec1e92a71d3e9e77456ba80d1  filetohashA.txt"
 
|
 
md5sum
 
-c
filetohashA.txt:
 
OK

```